# Форст (станция)
Форст (нем. Forst (Lausitz), н.-луж. Baršć (Łužyca)) — пассажирская и грузовая железнодорожная станция в городе Форст, в земле Бранденбург в Германии. Имеет 3 платформы и 6 путей.
Станция построена на железнодорожной линии Котбус — Зорау в 1872 году, когда эта территория была в составе Германской империи. С 1951 по 2007 год на станции был расположен железнодорожный пограничный переход Форст / Засеки на германско-польской границе.